# Bambusa emeiensis
Espèce
Le Bambusa emeiensis ou Bambou du mont Emei est une espèce de bambou de la tribu Bambuseae, de la famille des Poaceae (graminées), de 5 à 10(–12) m de hauteur et de 5 à 8 cm de diamètre, originaire de Chine.
Cette espèce de bambou est utilisée pour fabriquer des remèdes médicinaux, de la vannerie et du papier.

## Nomenclature et étymologie
L'espèce a été décrite et nommée Bambusa emeienis (à partir Dendrocalamus affinis Rendle, 1904) par L.C. Chia & H.L. Fung, en 1980 dans Acta Phytotaxonomica Sinica 18(2): 214, 1980,.
Le nom de genre Bambusa est un mot de latin scientifique obtenu par dérivation à partir de l’étymon de base Bambu, emprunté au portugais bambu, mambu (XVIe), lequel est emprunté au marathe et au guzrati, langues dravidiennes de la côte ouest de l’Inde.
L’épithète spécifique emeiensis est un mot de latin scientifique, formé de la racine emei emprunté à la transcription phonétique du chinois : 峨嵋山 ; pinyin : éméishān, le « mont Emei », et du suffixe -ensis, servant à construire des adjectifs (ou des gentilés) sur la base de toponymes ou de noms communs. Le mont Emei est une des quatre montagnes sacrées bouddhiques de Chine, située dans la province du Sichuan.
Le nom vulgaire du Bambusa emeiensis en chinois est 慈竹, cízhú. Autres noms: 慈孝竹 cíxiào zhú, « bambou piété filiale » , 茨竹 cízhú (homophone), 甜慈  tián cí. Le morphème 慈 cí signifie « bienveillance, amour ».

## Synonymes
Le nom valide Bambusa emeienis possède 12 synonymes:
Synonymes homotypiques
descriptions basées sur du matériel de typification identique (le spécimen conservé en herbier ou tout autre élément de référence désigné)
- Dendrocalamus affinis Rendle, J. Linn. Soc., Bot. 36: 447 (1904), basionyme
- Lingnania affinis (Rendle) Keng f., Acta Phytotax. Sin. 19: 141 (1981)
- Neosinocalamus affinis (Rendle) Keng f., J. Bamboo Res. 2(2): 12 (1983)
- Sinocalamus affinis (Rendle) McClure, Lingnan Univ. Sci. Bull. 9: 67 (1940)

Synonymes hétérotypiques
en raison de différence de sensibilité individuelle entre les différents taxinomistes quant à la circonscription de l'espèce
- Bambusa emeiensis f. chrysotricha (Hsueh f. & T.P.Yi) Ohrnb., Bamboos World Intro. 4: 18 (1997)
- Bambusa emeiensis f. flavidovirens (T.P.Yi) Ohrnb., Bamboos World Intro. 4: 18 (1997)
- Bambusa emeiensis f. viridiflava (T.P.Yi) Ohrnb., Bamboos World Intro. 4: 18 (1997)
- Lingnania distegia f. flavidostriata X.Jiang & Q.Li, J. Sichuan Agric. Coll. 2(2): 129 (1984)
- Neosinocalamus affinis f. chrysotrichus (Hsueh f. & T.P.Yi) T.P.Yi, J. Bamboo Res. 4(1): 13 (1985)
- Neosinocalamus affinis f. viridiflavus (T.P.Yi) T.P.Yi, J. Bamboo Res. 4(1): 13 (1985)
- Sinocalamus affinis f. chrysotrichus Hsueh f. & T.P.Yi, J. Yunnan Forest. Coll. 1982(1): 68 (1982)
- Sinocalamus affinis f. viridiflavus (T.P.Yi)     Hsueh f. & T.P.Yi, J. Yunnan Forest. Coll. 1982(1): 68 (1982)

## Description

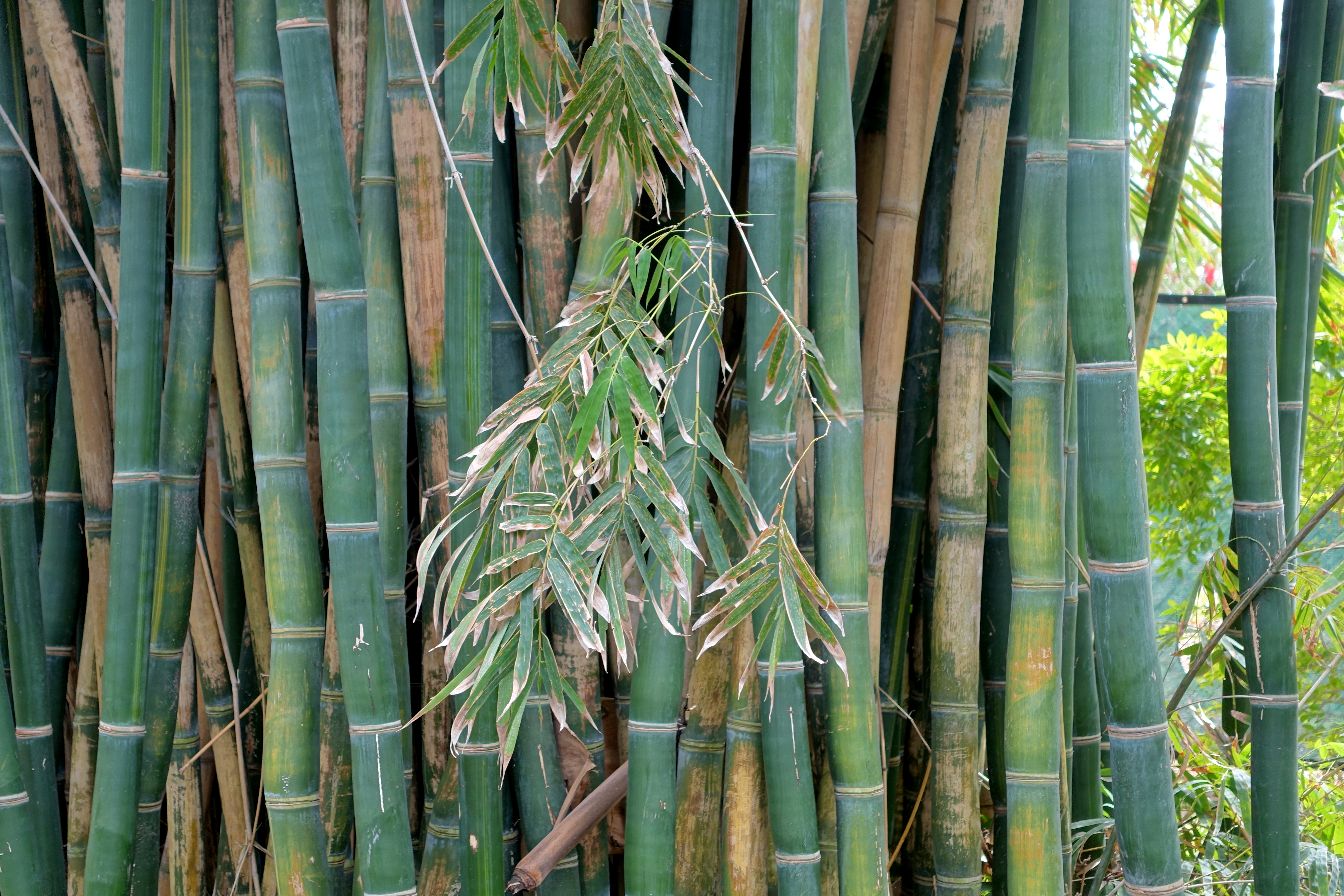
Chaumes poussant en touffe dense (Floride)

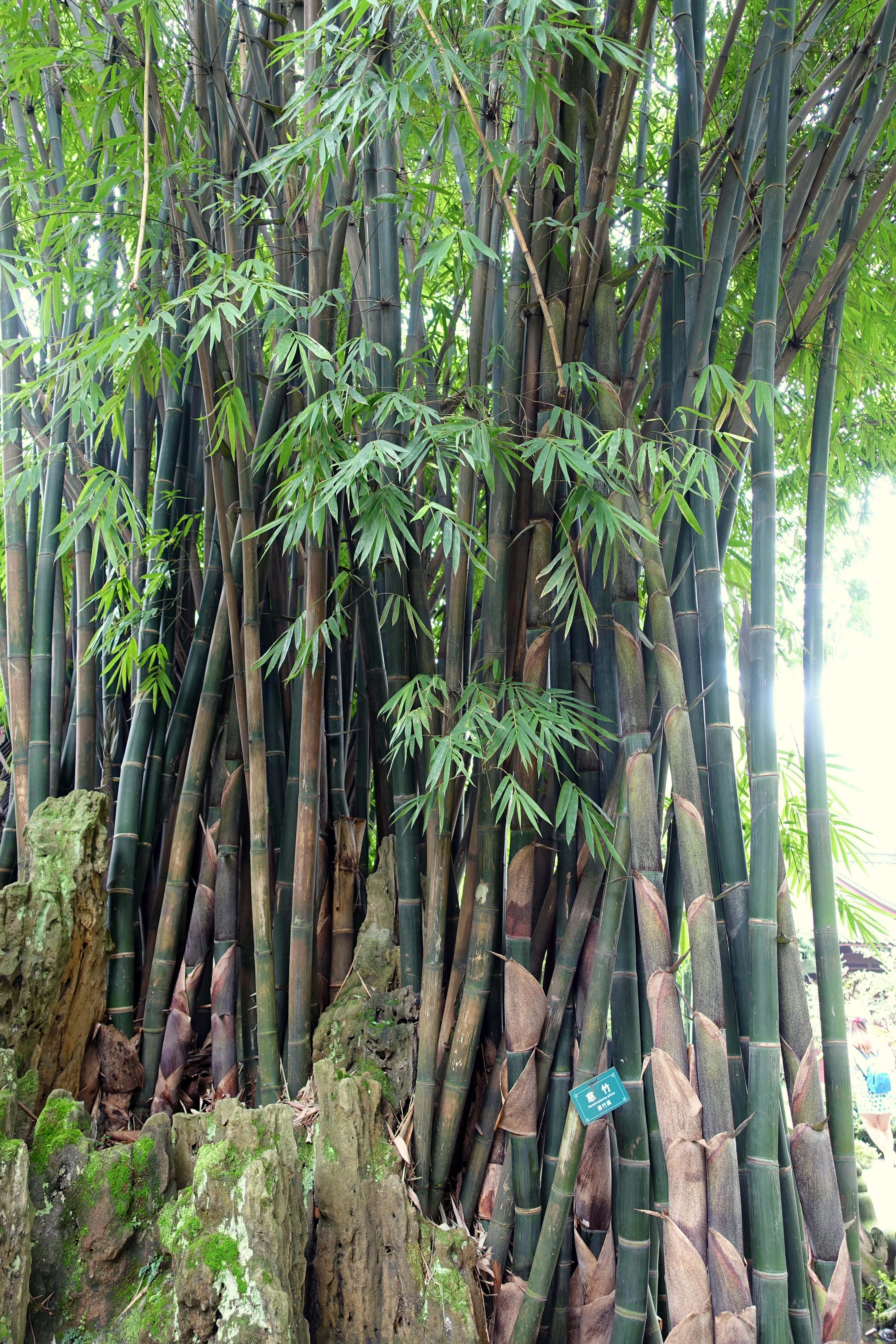
Chaumes avec leur gaine (Chengdu, Chine)

Les chaumes du Bambusa emeiensis font de 5 à 10(–12) m de hauteur et de 5 à 8 cm de diamètre, avec des entrenœuds mesurant de 15 à 30(–60) cm de long, initialement rigides, brun pâle, avec des parois de 8–12 mm d’épaisseur, et des nœuds aplatis. Les branches sont absentes des nœuds inférieurs et nombreuses à partir du milieu. Les gaines des chaumes sont caduques, coriaces, à pubescence pale et à poils épineux brun foncé, les deux faces hispides.
Les feuilles sont de taille variable, la ligule tronquée fait 1–1,5 mm fimbriée (frangé); les oreillettes et les soies buccales sont absentes ; le limbe foliaireest étroitement lancéolé, de 10–30 cm de long sur 1–3 cm de large.
L’inflorescence itérative porte des pseudo-épillets de 1,2 à 1,5 cm de long, 2 ou 3 bractées et 3 à 5 fleurons, avec un fleuron terminal stérile.
Le fruit est un caryopse de 7–8 mm.
La floraison se déroule en juillet-septembre.
L’espèce présente un grand intérêt systématique, avec des parties végétatives typiques de Bambusa subg. Lingnania, alors que la structure de l’épillet diffère du reste du sous-genre, avec ses caractéristiques de B. subg. Dendrocalamopsis.

## Distribution et habitat
L’espèce est originaire de la Chine du Sud-Est (Guizhou, O Hunan) et du Sud-Centre (Sichuan, Yunnan),.
Elle pousse dans les vallées fluviales et les zones vallonnées, entre 800 et 2 100 m.
C’est l’espèce de bambou la plus communément cultivée sur le plateau du Yunnan et dans les provinces adjacentes.

## Utilisations
Médicinales

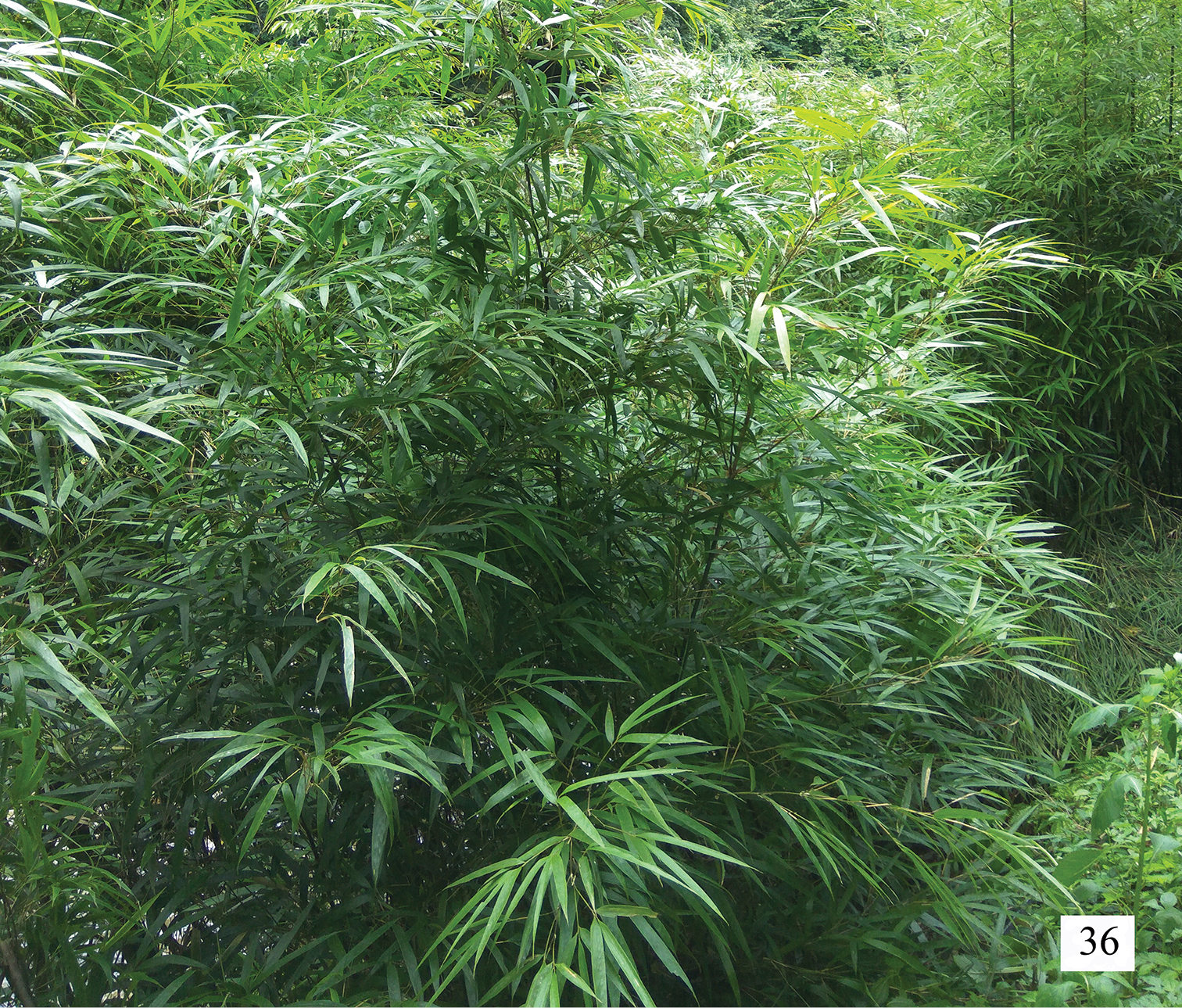
Feuilles

En médecine traditionnelle chinoise, les fleurs, les feuilles et les pousses de Bambusa emeiensis sont utilisées pour produire des remèdes.
Vannerie
Les tiges du Bambusa emeiensis peuvent être utilisées pour tisser des paniers, des corbeilles (筛篮 shailan), des balais de cuisine, des pelles à poussières, des râteaux etc. Les chaumes sont coupées en sections d’égale longueur, fendues en minces lames, lissées puis tissées.
Elles peuvent également être utilisées pour produire du bambou reconstitué pour les revêtements de sol et les meubles.
Âgé de 2 à 3 ans, elles sont particulièrement adaptées à la production de textiles en fibre de bambou.
Fabrication du papier
Les premiers papiers fabriqués avec du bambou sont apparus sous les dynasties Wèi et Jìn 魏晋 220-420. Ils sont devenus courants sous les Song 宋 920-1279. En raison de la croissance rapide du bambou et de l’abondance de la ressource, le papier de bambou a rapidement remplacé le papier de chanvre et le papier d’écorce. Seul le papier de Broussonetia put résister et s’imposer dans le nord de la Chine là où le bambou ne pousse pas.
La première description un peu précise à être publiée est celle de l’encyclopédie illustrée des techniques 天工開物, Tiangong Kaiwu, publiée en 1637. Elle donne les principales étapes de la fabrication du papier de bambou suivantes: le tri des matériaux, le trempage, l’ébullition, l’écrasement, la décoloration, le recueil de film de pâte sur un tamis de bambou, le pressage des feuilles, l’exposition au soleil et le séchage. Si les anciens textes ne permettent pas d’identifier le plus souvent l’espèce végétale ayant servi à fabriquer le papier, par contre les analyses microscopiques des papiers dégagés sur les sites de fouilles archéologiques permettent de connaître la nature des fibres, de voir comment elles sont organisées et d’identifier bien souvent l’espèce papetière (Pan Jixing,).
Yi Xiaohui 易晓辉 indique que pour la fabrication à la main des papiers traditionnels, les Chinois ont utilisé outre le 慈竹 cízhú Bambusa emeiensis, le bambou amer (苦竹  kǔzhú, Pleioblastus amarus), le bambou moso (毛竹 máozhú, Phyllostachys edulis), le bambou jaune (黄竹  huángzhú, Dendrocalamus membranaceus).
Horticulture
En Chine, le Bambusa emeisensis, est planté dans les jardins, au bord des étangs.